# El accidente de caza
El accidente de caza es una novela gráfica de Landis Blair y David L. Carlson publicada en español en 2022 por la editorial Editorial Planeta y traducida por Víctor Manuel García de Isusi.
La versión original del libro, The Hunting Accident: A True Story of Crime and Poetry, fue publicada por First Second en los Estados Unidos en 2017. En 2020 la novela ganó el premio Quai des Bulles, otorgado por el periódico francés Ouest-France, y en 2021 el premio al Mejor Álbum en el festival de Angulema.

## Resumen
Tras perder a su madre, Charlie Rizzo se muda con su padre, Matt Rizzo, a Chicago, quien le cuenta a su hijo que perdió la vista en un accidente de caza, Cuando Charles comienza a delinquir, Matt le cuenta su secreto sobre el verdadero origen de su ceguera - "Un atraco a mano armada que salió mal" -  y sobre su estancia en el Centro Correccional de Stateville en la misma celda que el célebre criminal Nathan Leopold quien le introdujo en el Infierno de Dante.

## Publicación
- David L. Carlson (2017). The Hunting Accident: A True Story of Crime and Poetry (en inglés). First Second. ISBN 978-1-626-72676-5.
- David L. Carlson (2020). L'Accident de chasse (en francés). Sonatine. p. 472. ISBN 978-2-355-84781-3.

## Génesis de la obra
En 1924 en Chicago, Nathan Leopold y Richard Loeb asesinan a Bobby Franks, un adolescente de 14 años. Este  caso criminal tiene un impacto duradero en la memoria colectiva de los habitantes de Chicago.
El accidente de caza es la primera novela de David L. Carlson, amigo de Charlie Rizzo. Landis Blair pasó tres años dibujando esta novela gráfica